# Катастрофа на „Боинг B-17“ на ВВС на армията на САЩ на Ман
На 23 април 1945 г. самолет „Боинг B-17 Флайънг Фортрес“ изпълнява пътнически полет, като превозва персонал в едноседмичен отпуск до Северна Ирландия. Пътнтиците са част от различни ескадрили и спомагателни части на 381-ва бойна група. Самолетът излита от базата на Кралските военновъздушни сили „Риджуел“, Есекс, с планиран маршрут до базата на Кралските военновъздушни сили „Нътс Корнър“, Даун, но докато минава покрай североизточния бряг на остров Ман, се разбива в хълма Норт Барул и експлодира. В катастрофата загиват всички 29 пътници и 2 членове на екипажа на борда на машината.
Няколко дни по-късно командирът на базата на Кралските военновъздушни сили „Андреас“ полковник Конуей С. Хол създава дипломатически инцидент, когато, без да се съобрази с правителството на остров Ман, премества телата на загиналите в Есекс. Всички жертви са погребани в гробището Мадингли, Кеймбриджшър, Обединеното кралство. Към 2025 г. това е най-смъртоносният авиационен инцидент, който се случва на остров Ман.
През юни 1995 г. на мястото на катастрофата е поставена паметна плоча от комисарите на Мохолд и Дружеството за опазване на авиацията на остров Ман. Националното знаме на Съединените американски щати е развято на мемориала по случай 69-ата годишнина от инцидента. През 2025 г. роднини на загиналите отбелязват 80-ата годишнина от катастрофата.